# Чемпионат СССР по боксу 1940
9-й чемпионат СССР по боксу проходил с 27 июня по 2 июля 1940 года в Москве. Личные соревнования проводились по новым правилам формулой 6 раундов по 2 минуты. Согласно им в матчевых встречах допускалась продолжительность поединков в 10 раундов по 2 минуты. Первенство проводилось в 1 тур с выбыванием после 2-го поражения. Впервые в истории чемпионатов СССР приняли участие боксёры Прибалтийских республик, областей Западной Украины и Западной Белоруссии. В 61 поединке не было зафиксировано ни одного нокаута.
Новыми правилами соревнований, принятыми накануне чемпионата, вводилась пятибалльная система оценки раунда. Победитель получал 5 баллов, а боксёр, проигравший раунд, получал меньше в зависимости от степени проигрыша. Система эта себя не оправдала, поскольку не отражала истинный ход поединка, находилась в полной зависимости от субъективного мнения боковых судей, и вскоре была отменена.
Перед чемпионатом, с 18 мая по 7 июня в семи городах страны прошло личное первенство страны боксёров 2-й группы. Соревнования проходили в шести зонах: Минской, Бакинской, Днепропетровской, Калининской, Челябинской и Ленинградской. В нём участвовали 113 боксёров — победителей городских первенств. Победители зональных соревнований 10 июня выходили в финал, который состоялся в Иваново. В нём приняли участие 59 спортсменов из 12 городов страны. Победители получали право на участие в розыгрыше звания чемпиона СССР в первенстве следующего года.

## Медалисты
| Весовая категория           | Золото                                     | Серебро                                   | Бронза                                |
| --------------------------- | ------------------------------------------ | ----------------------------------------- | ------------------------------------- |
| Наилегчайший вес (до 51 кг) | Лев Сегалович СКИФ (Харьков)               | Василий Кудрявцев «Основа» (Иваново)      | Михаил Джендо «Спартак» (Москва)      |
| Легчайший вес (до 54 кг)    | Евгений Шеронин «Локомотив» (Ленинград)    | Николай Афонин «Динамо» (Москва)          | Иван Авдеев «Динамо» (Москва)         |
| Полулёгкий вес (до 57 кг)   | Георгий Вартанов «Спартак» (Тбилиси)       | Иван Князев «Водник» (Ленинград)          | И. Глушаков «Крылья Советов» (Москва) |
| Лёгкий вес (до 60 кг)       | Иван Иванов «Динамо» (Москва)              | Сергей Щербаков «Крылья Советов» (Москва) | Николай Штейн «Спартак» (Москва)      |
| Полусредний вес (до 67 кг)  | Евгений Огуренков «Строитель» (Москва)     | Василий Чудинов «Локомотив» (Москва)      | Фёдор Климов «Спартак» (Иваново)      |
| Средний вес (до 73 кг)      | Олег Загоруйченко КБФ (Ленинград)          | Иван Ганыкин «Спартак» (Москва)           | Ашот Кырхан «Локомотив» (Москва)      |
| Полутяжёлый вес (до 81 кг)  | Григорий Каци «Трудовые резервы» (Сталино) | Н. Рудомёткин «Динамо» (Тбилиси)          | Виктор Степанов «Локомотив» (Москва)  |
| Тяжёлый вес (свыше 81 кг)   | Николай Беляев «Водник» (Ленинград)        | Илья Гольдинов «Динамо» (Киев)            | Андро Навасардов «Динамо» (Тбилиси)   |